# 菊次郎之夏
《菊次郎之夏》（日語：菊次郎の夏、きくじろうのなつ），日本电影，于1999年6月5日公映，由北野武自編自導自演，久石讓編曲，入選第52屆坎城影展正式競賽單元。
該劇外景取自滨松、名古屋等城市；「菊次郎」是北野武已去世之父亲名字。

## 情节
故事講述小學三年級學生的正男（關口雄介飾）尋覓其離異的母親的故事。據正男祖母所言，他的父親意外身故後，母親去了外地努力工作。時值暑假，學校沒有人，好朋友們也都出遊，百無聊賴的正男決心自己去找母親。他在出門的路上被大孩子們勒索，幸遇鄰居菊次郎（北野武飾）夫妻解圍。由於要去的地方實在太遠，好心又愛管閒事的菊次郎太太命老公帶著這鄰居小孩去找媽媽。菊次郎外表粗獷行為蠻橫，人又靠不住，但其實內心柔軟怯懦。他在帶著小朋友遠行的途中，賭輸了一大筆錢，剩下的又都花在高級渡假旅館中，只得一路搭便車前往目的地。但到了媽媽的住址後，才發現再婚的媽媽已另組新家庭。菊次郎想盡辦法安慰強忍傷心的小朋友，強索路人的天使造型的鈴噹送他。而正男也為因太過蠻橫而被圍事混混教訓的菊次郎乞藥治傷。在遇然的旅途中，兩人產生微妙的關係，而正男亦因此得到「天使之鈴」而走出陰霾；本片有別於北野武的其他作品，清新、搞笑而不落俗套，帶著淡淡的情感。

## 角色
- 菊次郎：北野武
- 菊次郎的老婆：岸本加世子
- 正男：關口雄介
- 正男的母親：大家由佑子
- 正男的奶奶：吉行和子
- 車之女：細川典江
- 變態老頭（落武者）：磨赤兒
- 騎摩托車的男人（胖叔叔）：谷雷特義太夫
- 騎摩托車的男人（光頭叔叔）：井手辣韭
- 小哥（溫柔叔叔）：今村鼠
- 黑道的幹部：關根大學
- 黑道：田中要次、蹈宮誠、村澤壽彥
- 公車站的男人：彼得清
- 的屋：諏訪太郎、江端英久
- 老闆娘：小島可奈子、永田杏子、小林惠美、大葉冬、塚本友希、安井祐子

## 工作人員
- 製作：森昌行、吉田多喜男
- 導演：北野武
- 編劇：北野武
- 音樂：久石讓
- 攝影：柳島克己
- 剪接：北野武

## 奖项
- 第23回日本電影學院獎最佳作曲（久石讓）、最佳女配角(岸本加世子)[2]

## 其他
根據北野武本人的隨筆式回憶錄《菊次郎與佐紀》（中譯本ISBN：9789869577571）談及其父北野菊次郎：戰後，美軍進駐日本，日本人對碧眼金髮者既不熟悉又害怕，菊次郎也是同感。後來曾有美軍送給菊次郎巧克力，讓菊次郎對美國人大為改觀並頗有好感。此為北野武對父親與小時候的回憶。

## 外部連結
- 官方網頁
- 互联网电影数据库（IMDb）上《菊次郎之夏》的资料（英文）
- 豆瓣电影上《菊次郎之夏》的資料 （简体中文）
- AllMovie上《菊次郎之夏》的资料（英文）